# Davide e Golia (Tiziano)
Davide e Golia è un dipinto del pittore veneto Tiziano Vecellio realizzato circa nel 1542-1544 e conservato nella Basilica di Santa Maria della Salute a Venezia.

## Storia
Il dipinto, assieme ad altri, era originariamente collocato nella Chiesa dello Spirito Santo in Isola, che fu secolarizzata nel 1656, dopo fu trasferito nella basilica di Santa Maria della Salute. Il 29 agosto del 2010 il dipinto fu oggetto essere lesionato a causa di un incendio; successivamente fu restaurato.

## Descrizione
La scena presenta il gigante Golia  a terra in pendio con una gamba dalla parte più alta dal suolo e la testa recisa da quella bassa. Davide posa le gambe tra la mano sinistra di Golia ed è rivolto con le mani giunte in orazione verso il cielo che è avvolto di nubi con in mezzo la luce simbolo di grazia. Tiziano usa un'infrequente iconografia dell'episodio dell'omicidio già avvenuto in cui Davide è in fase di orazione. La scena è rappresentata dal basso all'alto.